# Ilghazi II
Qutb-ad-Din Ilghazi II fou emir ortúquida de Mardin i Mayyafarikin (1176-1184), fill de Najm-ad-Din Alpi I. La seva mare era una princesa germana de l'emir turc d'Akhlat Sukman II, que va exercir sobre Ilghazi una notable influència. Segons Miquel el Sirià la successió va esdevenir el 20 de juliol de 1176 a Mardin, Mayyafarikin i Ras al-Ayn (el domini sobre Dunaysir fou posterior). Va portar el títol de màlik (rei) i amir (emir) o rei dels amirs (màlik al-umarà) i com els altres ortúquides portava el nominal títol de xa del Diyar Bakr (xah Diyar Bakr) tot i que mai va regnar a la capital d'aquest territori Amida.
Va combatre contra dos oncles (no se sap si paterns o materns, ja que dos historiadors ho assenyalen cadascun d'una manera) senyors d'Hanu (moderna Hene al nord d'Amida o Diyarbekir) i de Dara, que van haver de reconèixer la seva sobirania (ja havien estat vassalls en temps del seu pare). Poc després de rebre l'homenatge dels dos homes va caure malalt però es va recuperar.
Va derrotar a grups àrabs esdevinguts turbulents als que va matar molts homes i camells (12000 diuen les cròniques, sens dubte una exageració). Després va avançar cap a Bira (moderna Birecik).
Sukman II d'Akhlat va organitzar una coalició (primavera de 1183) amb Izz-ad-Din Massud I de Mossul (que era cosí d'Ilghazi) per aturar la invasió de Mesopotàmia per Saladí. Però les forces col·ligades no van fer res i a la mort de Sukman II, l'exèrcit d'Ilghazi apareix al costat de Saladí al que havia acompanyat a Síria (maig/juny de 1184).
Ilghazi va morir poc després, el 9 de setembre de 1184. Va deixar dos fills: Hussam-ad-Din Yuluk Arslan i al-Màlik al-Mansur Nàssir-ad-Din Artuk Arslan, que van succeir (un després de l'altre) el seu pare (1184-1201 i 1201-1239).